# L’infinitamente piccolo
L’infinitamente piccolo – album włoskiego piosenkarza Angelo Branduardiego wydany w 2000 roku.
Autorką tekstów piosenek na płycie, bazujących na źródłach franciszkańskich, była żona Branduardiego Luisa Zappa. Wszystkie utwory nawiązują do biografii Franciszka z Asyżu. Wydaniu płyty towarzyszyła trasa koncertowa, również poza granicami Włoch. We Włoszech krążek uzyskał status platynowej płyty.

## Lista utworów
Na płycie znalazły się następujące utwory:
1. Il cantico delle creature – 3:35
2. Il sultano di Babilonia e la prostituta (śpiew Franco Battiato) – 5:25
3. Il lupo di Gubbio – 3:58
4. Audite poverelle (wraz z Nuova Compagnia di Canto Popolare) – 3:06
5. Divina Commedia, Paradiso, Canto XI – 4:42
6. Il trattato dei miracoli – 4:02
7. Nelle paludi di Venezia Francesco si fermò per pregare e tutto tacque (wraz z Madredeus) – 3:49
8. La regola – 3:30
9. La predica della perfetta letizia – 4:33
10. La morte di Francesco (wraz z I Muvrini) – 5:35
11. Salmo (dyrygent Ennio Morricone) – 3:14